# ميتش بيرد
ميتش بيرد (بالإنجليزية: Mitch Byrd)‏ هو رسام بالرصاص أمريكي، ولد عام 1961.